# الدبيبات (مدينة)
 الدِبَيْبَاتْ  بلدة تقع في ولاية جنوب كردفان بالسودان على ارتفاع 380 متر فوق سطح البحر (1246 قدم ) وتبعد عن الخرطوم العاصمة 700 كيلومتر ( 437 ميل) تقريباً، وعن كادوقلي حاضرة الولاية 186 كيلومتر (115,5 ميل) وعن مدينة الدلنج 60 كليومتر (37 ميل)، وعن مدينة  الأبيض ، كبرى مدن ولايات كردفان، 100 كيلومتر (62 ميل) ، وتعتبر الدبيبات نقطة وصل مهمة تربط جنوب كردفان ببقية مناطق السودان لما تتميز به من موقع جغرافي مهم وذلك عبر شبكة من الطرق البرية وخط السكة الحديدية.، وهي تتمتع بقدر معتبر من الإنتاج الحيواني وبها سوقاً كبيرة لتجارة الأبل على مستوى السودان .

## أصل التسمية
الدبيبات، لغةً جمع للفظ الدبيبة، والتي هي تصغير للفظ الدّبة وهي الأرض الصغيرة المرتفعة كالتل، وبذلك يكون معنى الدبيبات هو التلال الصغيرة.

## الطوبغرافيا
تقع الدبيبات على سهل يفصل بين مساحات شاسعة من الأراضي الخصبة في الجنوب والتي يتخللها الكثير من الغابات ذات الأشجار المختلفة والحشائش أهمها أشجار التبلدي والسدر و الهجليج، وأراض تسودها الكثبان الرملية في الشمال.

## الموقع
جدول يبين المسافة بين الدبيبات وبعض البلدات والمدن
| البلدة أو المدينة | المسافة بالكيلومتر | المسافة بالميل |
| ----------------- | ------------------ | -------------- |
| كوستي             | 370                | 231            |
| الدويم            | 500                | 312            |
| الأبيض            | 100                | 62             |
| رُبٕك               | 390                | 243            |
| ود مدني           | 207                | 129            |
| الدلنج            | 60                 | 37             |
| ملكال             | 377                | 234            |

## النشاط الاقتصادي
يتمثل النشاط الاقتصادي للسكان في الزراعة المطرية التقليدية لمحاصيل السمسم والفول السوداني، إلى جانب تربية الحيوان والرعي، وخدمات النقل والمواصلات.

## الإدارة
تتبع الدبيبات لمحلية القوز وهي إحدى محليات ولاية جنوب كردفان، وتمثل مدينة الدبيبات حاضرة المحلية التي تضم عدداً من المناطق الحضرية والقرى أبرزها قرى الحمادي، أم سعدة، الفرشاية، السنجكاية، وكركرة البقارة، وكركرة كنانة، وأولاد يونس، والغلايات، والبقلتي، وأم قوقاية، وعنقرت الرهيواية، وكجيرة، ومسبعات، ونبق، والعجورة، وغيرها من القرى التي يزيد عددها عن ثلاثين قرية صغيرة وكبيرة .
وتتكون محلية القوز من الوحدات الإدارية التالية:
- وحدة الدِبَيبات الإدارية
- وحدة الحَمادي الإدارية
- وحدة دَبَيكِرْ الإدارية

## أحياء الدبيبات
- حي الثورة
- حي سالم
- الحي الغربي
- حي الحاجز
- حي سالم
- حي أم بدة
- حي المنارة
- حي الفكي موسى

## السكة حديد والطرق البرية

### السكة حديد
توجد في الدبيبات محطة للسكة الحديدية تربط المدينة وسائر أنحاء المنطقة حتى الدلنج والمجلد ببقية أرجاء السودان ويمتد الخط من المدينة في اتجاه الشرق حتى الأبيض وفرع آخر حتى مدينة كوستي فمدينة سنار ليتفرع إلى خطين واحد نحو بورتسودان عبر كسلا والآخر إلى الخرطوم عبر ود مدني.

### الطرق البرية الممهدة
- الدبيبات - أبو زبد – الفولة
- الدبيبات – الدلنج- كادقلي
- الدبيبات – الخرطوم (عبر كوستي)
- الدبيبات – نيالا
- الدبيبات – الأبيض

## الرعاية الطبية
يوجد مستشفى واحد هو مستشفى الدبيبات الريفي.

## مشكلة شح المياه
تعاني المدينة من مشكلة شح المياه بالرغم من قربها من مناطق الزراعة الآلية المطرية في جنوب كردفان ووقوعها على منطقة حوض النهود الجوفي، ولحل هذه المشكلة فقد بدأ العمل في 
مشروع مياه الدبيبات في عام 2012م وبلغت تكلفة المرحلة الأولى للمشروع م 700 ألف جنيه سوداني وذلك بحفر ثلاثة آبار للمياه ونقل المياه عبر خط أنابيب ناقل بمنطقة الحاجز طوله 2.9 كيلو متر وتشييد محطة مياه في قريتي نبق والعجورة .

## التعليم
ساهمت حكومة اليابان في دعم التعليم الأساس في المحلية من خلال تقديم مساهمة عبر العون المخصص للمشاريع الأهلية لأمن الإنسان، بلغت في عام 2007 م حوالي 172,441 دولار أمريكي